# Burgersgleichung
Die Burgersgleichung (nach dem niederländischen Physiker Johannes Martinus Burgers) ist eine einfache nichtlineare partielle Differentialgleichung zweiter Ordnung für eine Funktion {\displaystyle u} von zwei Variablen {\displaystyle x,t.} Sie tritt in verschiedenen Gebieten der angewandten Mathematik auf.
In allgemeiner Form sieht die Gleichung folgendermaßen aus (auch viskose Burgersgleichung genannt):
{\displaystyle {\begin{alignedat}{2}&{\frac {\partial u}{\partial t}}+u{\frac {\partial u}{\partial x}}&&=\mu {\frac {\partial ^{2}u}{\partial x^{2}}}\\\Leftrightarrow &{\frac {\partial u}{\partial t}}+{\frac {1}{2}}{\frac {\partial }{\partial x}}(u^{2})&&=\mu {\frac {\partial ^{2}u}{\partial x^{2}}}.\end{alignedat}}}
Der Parameter {\displaystyle \mu >0} kann hier als Viskositätsparameter interpretiert werden.
Oft wird auch die obige Gleichung für den Fall {\displaystyle \mu =0} als Burgersgleichung bezeichnet, manche Autoren nennen diesen Spezialfall die reibungsfreie Burgersgleichung (engl.: inviscid Burgers' equation):
{\displaystyle {\begin{alignedat}{2}&{\frac {\partial u}{\partial t}}+u{\frac {\partial u}{\partial x}}&&=0\\\Leftrightarrow &{\frac {\partial u}{\partial t}}+{\frac {1}{2}}{\frac {\partial }{\partial x}}(u^{2})&&=0.\end{alignedat}}}
Formal sind beide Darstellungen äquivalent, allerdings ist die zweite, reibungsfreie Form für numerische Berechnungen vorteilhafter. Der Grund hierfür ist die Erhaltungsform der Differentialgleichung (siehe Finite-Volumen-Verfahren).

## Anwendung
Die viskose Burgersgleichung ist ein einfaches Beispiel einer nichtlinearen parabolischen Differentialgleichung und wird daher oft als Testfall für numerische Algorithmen für diese Art von Gleichungen verwendet.
Wegen ihrer Ähnlichkeit mit dem nichtlinearen Teil der Navier-Stokes-Gleichung kann die Burgersgleichung auch als einfaches Modell einer eindimensionalen Strömung interpretiert werden. Als Beispiel wird oft die Verkehrsdichte im Straßenverkehr genommen, deren zeitlicher Verlauf sich mit Hilfe der Burgersgleichung modellieren lässt.

## Lösungen
Die viskose Burgersgleichung kann mit Hilfe der Hopf-Cole-Transformation gelöst werden.
Für die unviskose Gleichung führt die Methode der Charakteristiken zum Ziel. Allerdings besitzt die Gleichung nicht unbedingt eine eindeutige Lösung. Bei geeignet gewählten Anfangswerten können Schocks beobachtet werden. Die viskose Gleichung motiviert dann auch für die Euler-Gleichungen den Begriff der Lösung mit verschwindender Viskosität. Das ist diejenige Lösung der unviskosen Burgersgleichung, die einer Lösung der viskosen Gleichung mit verschwindender Viskosität entspricht.